# Головкіна Ольга Геннадіївна
Голо́вкіна О́льга Генна́діївна (нар. 17 грудня 1986, Березники, СРСР) — російська легкоатлетка, чемпіонка Європи з бігу на 5000 м (2012). Учасниця Олімпійських ігор 2012. Заслужений майстер спорту.

## Життєпис
Ольга Головкіна розпочала займатися легкою атлетикою у 1996 році в тренера Юрія Сафронова. З 2004 року тренується під керівництвом Ольги та Сергія Попових у Пермі. У 2011 році закінчила Чайковський державний інститут фізичної культури. У 2012 році на Чемпіонаті Європи з легкої атлетики Головкіна брала участь у забігу на 5000 метрів і перемогла з результатом 15:11.70, обійшовши інших призерок — Людмилу Коваленко та Сару Морейра. Того ж року Ольга брала участь у змаганнях на цій же дистанції в рамках лондонської Олімпіади, однак посіла лише 9-ту сходинку в підсумковій таблиці.
Черговий міжнародний успіх прийшов до Головкіної у липні 2013 року на Літній Універсіаді в Казані, де вона здобула срібну нагороду на своїй коронній дистанції 5000 м. А три місяці потому, 4 жовтня 2013 року, стало відомо, що Антидопінгова комісія Всеросійської федерації легкої атлетики (ВФЛА) дискваліфікувала Ольгу Головкіну на два роки, починаючи з 2 серпня 2013 року, за порушення антидопінгових правил.

## Особисті рекорди
| Дисципліна         | Відкрите повітря | Приміщення      |
| Біг на 1500 метрів | 4:06.75 (2011)   | 4:17.26 (2012)  |
| Біг на 3000 метрів | 9:01.91 (2011)   | 8:57.52 (2012)  |
| Біг на 5000 метрів | 15:05.26 (2012)  | 15:39.61 (2012) |